# Moneasa, Arad
Moneasa (în maghiară: Menyháza) este satul de reședință al comunei cu același nume din județul Arad, Crișana, România.

## Așezare
Localitatea Moneasa se află situată la poalele Munților Codru-Moma, la o altitudine de 280 m, la o distanță de 102 km față de municipiul Arad și 20 de km față de orașul Sebiș și este străbătută de cursul superior al râului Moneasa.

## Istoric
Urmele locuirii pe aceste meleaguri datează din paleolitic și neolitic și au fost descoperite în complexul de peșteri "Hoanca" și "Izoi". Prima atestare documentară a localității Moneasa datează din anul 1597. 

## Economia
Un rol important în economia localității Moneasa îl au exploatările de marmură neagră și roșie, exploatarea și prelucrarea lemnului, turismul, precum și izvoarele minerale bicarbonatate, calcice, sodice, oligominerale și mezotermale, valorificate încă din anul 1866. 
Stațiunea are ca profil, cura și tratamentul pentru afecțiuni ale sistemului nervos central și periferic, ale sistemului locomotor, unele afecțiuni ginecologice, nevroză astenică, reumatologie și boli asociate-nutriție, metabolice (diabet mellitus, obezitate).
Factorii naturali de cură sunt climatul, ce are un efect calmant asupra organismului uman în general și asupra sistemului nervos central în mod particular, și apele minerale oligoterme. Apele termale au temperatura de 25-32 °C si sunt ape bicarbonatate, calcice, magnezice, sodice, hipotone.

## Atracții turistice

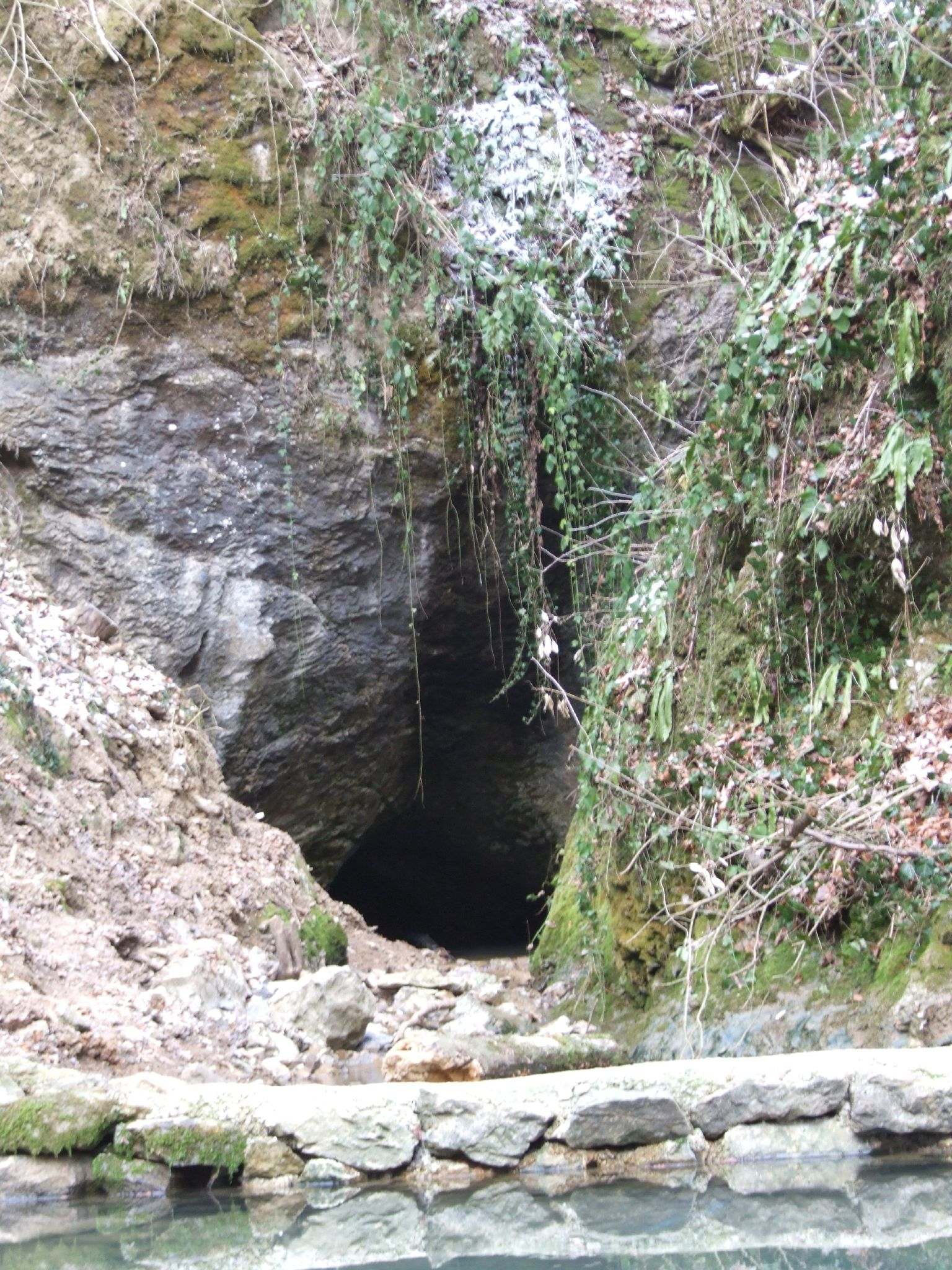
Grota urșilor

- Pârtia de schi cu o lungime de 250 m.
- Ștrandul Moneasa.
- Instalații pentru băi calde în cadă cu ape minerale, pentru electroterapie, hidroterapie și kinetoterapie, bazine în aer liber pentru băi reci cu ape minerale.
- Cetatea Dezna, Hanul Deznei
- Tezaurul dacic de argint de la Gura Văii
- Platoul carstic Tinoasa
- Peștera Liliecilor
- Peștera Albă
- Grota de la băi
- Cariera de marmură neagră și roșie
- Cascada Boroaia
- Rezervația de nuferi
- Rezervația de laur - 10 km de Gurahonț
- Casa pictorului și sculptorului Gheorghe Groza (nr.180)
- Galeria de sculptură în piatră
- Festivalurile de folclor și de artă tradițională românească

## Personalități
- Spiridon Groza (1936 - 2013), senator